# Attack of the Saucerman!
Attack of the Saucerman! est un jeu vidéo d'action développé par Psygnosis et édité par Sony Computer Entertainment, sorti en 1999 sur PlayStation. Il a été adapté sous Windows en 2000.